# Xenotruxalis fenestrata
Xenotruxalis fenestrata är en insektsart som först beskrevs av Willy Adolf Theodor Ramme 1929.  Xenotruxalis fenestrata ingår i släktet Xenotruxalis och familjen gräshoppor. Inga underarter finns listade i Catalogue of Life.